# Seuneubok Benteng
Seuneubok Benteng is een bestuurslaag in het regentschap Aceh Timur van de provincie Atjeh, Indonesië. Seuneubok Benteng telt 807 inwoners (volkstelling 2010).